# 本郷 (宮崎市)
本郷（ほんごう）とは、宮崎県宮崎市内の地名。本郷地域自治区に属している。郵便番号は880-0922。2023年現在、本郷1丁目-3丁目が設置され、住居表示実施地域となっている。

## 地理
宮崎市の中南部、本郷地域自治区のうち、台地部分に属する。国道220号宮崎南バイパス沿いに立地する団地である。

## 地名の由来
本郷の地名は古く、鎌倉時代初期、1197(建久8年)に作られた土地台帳『建久図田帳』にある八条女院領国富庄の本郷に由来する。国富庄は、北に新田、佐土原、那珂、穂北などの児湯郡と南に左右恒久、田吉、加納、国富本郷、熊野などの宮崎郡があり、このうち国富本郷は土持宣綱が治めていた。
国富本郷は地理的に国富庄の中心部にあり本郷の地名が付いたものと思われる。後に国富本郷は本郷北方、本郷南方、郡司分に分かれた。。
1980年に田吉・本郷南方・本郷北方の一部をもって本郷1丁目-3丁目が成立した。

## 歴史
- 1943年 - 旧赤江町編入に伴い、宮崎市大字田吉・本郷南方・本郷北方が成立。
- 1980年 - 田吉・本郷南方・本郷北方の一部をもって本郷が成立。

## 世帯数と人口
2023年（令和5年）7月1日現在の世帯数と人口は以下の通りである。
| 町丁      | 世帯数  | 人口  |
| --------- | ------- | ----- |
| 本郷1丁目 | 276世帯 | 557人 |
| 本郷2丁目 | 188世帯 | 358人 |
| 本郷3丁目 | 214世帯 | 356人 |

## 小・中学校の学区
市立小・中学校に通う場合、学区は以下の通りとなる。
| 町名 | 小学校             | 中学校             |
| ---- | ------------------ | ------------------ |
| 本郷 | 宮崎市立本郷小学校 | 宮崎市立本郷中学校 |

## 交通

### バス
宮交グループの運営するバスが営業している。

### 道路
- 国道220号（宮崎南バイパス）